# شرايين ركبية علوية
الشَّرَايِيْنُ الرُّكْبِيُّة العُلْوِيُّة (بالإنجليزية: Superior genicular arteries)‏، وهي عبارة عن شريانين وحشي وانسي، ينشأ الشريانان على جانبي الشريان المأبضي ويلتفوا حول عظم الفخذ مباشرة فوق المفصل إلى أمام الركبة. ينتهي الشريان الأنسي داخل الركبة بينما ينتهي الآخر الوحشي خارج الركبة.

## صور